# Abu Nai
 (novembre 2023).
La mise en forme du texte ne suit pas les recommandations de Wikipédia : il faut le « wikifier ».
Les points d'amélioration suivants sont les cas les plus fréquents. Le détail des points à revoir est peut-être précisé sur la page de discussion.
- Les titres sont pré-formatés par le logiciel. Ils ne sont ni en capitales, ni en gras.
- Le texte ne doit pas être écrit en capitales (les noms de famille non plus), ni en gras, ni en italique, ni en « petit »…
- Le gras n'est utilisé que pour surligner le titre de l'article dans l'introduction, une seule fois.
- L'italique est rarement utilisé : mots en langue étrangère, titres d'œuvres, noms de bateaux, etc.
- Les citations ne sont pas en italique mais en corps de texte normal. Elles sont entourées par des guillemets français : « et ».
- Les listes à puces sont à éviter, des paragraphes rédigés étant largement préférés. Les tableaux sont à réserver à la présentation de données structurées (résultats, etc.).
- Les appels de note de bas de page (petits chiffres en exposant, introduits par l'outil «  Source ») sont à placer entre la fin de phrase et le point final[comme ça].
- Les liens internes (vers d'autres articles de Wikipédia) sont à choisir avec parcimonie. Créez des liens vers des articles approfondissant le sujet. Les termes génériques sans rapport avec le sujet sont à éviter, ainsi que les répétitions de liens vers un même terme.
- Les liens externes sont à placer uniquement dans une section « Liens externes », à la fin de l'article. Ces liens sont à choisir avec parcimonie suivant les règles définies. Si un lien sert de source à l'article, son insertion dans le texte est à faire par les notes de bas de page.
- La présentation des références doit suivre les conventions bibliographiques. Il est recommandé d'utiliser les modèles {{Ouvrage}}, {{Chapitre}}, {{Article}}, {{Lien web}} et/ou {{Bibliographie}}. Le mode d'édition visuel peut mettre en forme automatiquement les références.
- Insérer une infobox (cadre d'informations à droite) n'est pas obligatoire pour parachever la mise en page.

Pour une aide détaillée, merci de consulter Aide:Wikification.
Si vous pensez que ces points ont été résolus, vous pouvez retirer ce bandeau et améliorer la mise en forme d'un autre article.
Abunai (en mongol: 阿布奈 ; 1635 - 5 mai 1675), également connu sous le nom de prince Chahar du premier rang (察哈尔亲王), était un prince mongol de la maison princière des Borjigin, deuxième fils de Ligden Khan.

## Biographie
Il s'est opposé à l'influence des Qing dans son domaine et a ensuite été assigné à résidence à Shenyang et son fils a reçu son titre. En 1675, il mena les Mongols Chahar en se joignant à la Révolte des Trois Feudataires, mais fut vaincu au combat en avril et tué par la suite.

### Ascendance
- Père : Ligden Khutugtu Khan (林丹庫圖克圖汗), Khagan de la dynastie Yuan du Nord.
- Mère : épouse principale Nangnang, du clan Abaga Borjigin (囊囊太后 博爾濟吉特氏 ; décédée en 1674), connue sous le nom de Noble Consort Yijing.

### Descendance
- Princesse Gurun Wenzhuang, de la dynastie Aisin Gioro (固倫溫莊公主 爱新觉罗氏 ; 9 août 1625 - 1663), nom personnel Makata (馬喀塔)[4].
  - Borni (布尔尼 ; 1654 - 1675), prince Chahar du premier rang (察哈尔亲王), premier fils.
  - Lubuzung (罗布藏 ; décédé en 1675), deuxième fils.